# Comuna Țilînne, Djankoi
Țilînne (în ucraineană Цілинне) este o comună în raionul Djankoi, Republica Autonomă Crimeea, Ucraina, formată din satele Koloskî, Țilînne (reședința) și Tomașivka.

## Demografie
Componența lingvistică a comunei Țilînne
     Rusă (76,23%)
     Ucraineană (11,68%)
     Tătară crimeeană (10,06%)
     Alte limbi (0,1%)
Conform recensământului din 2001, majoritatea populației comunei Țilînne era vorbitoare de rusă (76,23%), existând în minoritate și vorbitori de ucraineană (11,68%) și tătară crimeeană (10,06%).